# Isaac Woodard
Isaac Woodard Jr. (Condado de Fairfield, 18 de marzo de 1919 - El Bronx, 23 de septiembre de 1992) fue un veterano afroamericano condecorado de la Segunda Guerra Mundial. El 12 de febrero de 1946, horas después de haber sido dado licenciado honorablemente del ejército de los Estados Unidos, fue atacado por la policía de Carolina del Sur cuando aún vestía el uniforme, mientras tomaba un autobús a casa. El ataque y sus heridas provocaron la indignación nacional y galvanizaron el movimiento de derechos civiles en Estados Unidos.
El ataque dejó a Woodard total y permanentemente ciego. Debido a la renuencia de Carolina del Sur a continuar con el caso, el presidente Harry S. Truman ordenó una investigación federal. El sheriff, Lynwood Shull, fue acusado y fue a juicio en un tribunal federal de Carolina del Sur, donde fue absuelto por un jurado compuesto exclusivamente por blancos.
Tales farsas judiciales por parte de los gobiernos estatales influyeron en un movimiento hacia iniciativas de derechos civiles a nivel federal. Truman posteriormente estableció una comisión nacional interracial, pronunció un discurso histórico ante la NAACP y la nación en junio de 1947 en el que describió los derechos civiles como una prioridad moral, presentó un proyecto de ley de derechos civiles al Congreso en febrero de 1948 y emitió las Órdenes Ejecutivas 9980 y 9981 el 26 de junio de 1948, con las que se eliminó la segregación de las fuerzas armadas y el gobierno federal.

## Primeros años y servicio militar
Woodard nació en el Condado de Fairfield (Carolina del Sur) y creció en Goldsboro (Carolina del Norte). Asistió a escuelas locales segregadas, a menudo con fondos insuficientes para los afroamericanos, durante los años de las leyes Jim Crow.
El 14 de octubre de 1942, Woodard, de 23 años, se alistó en el ejército de los Estados Unidos en Fort Jackson en Columbia (Carolina del Sur). Sirvió en el frente del Pacífico en un batallón de trabajo como estibador y fue ascendido a sargento. Obtuvo una estrella de batalla por su Medalla de la campaña del frente de Asia Pacífico, al descargar barcos bajo fuego enemigo en Nueva Guinea, y recibió la Medalla de Buena Conducta, así como la Medalla de servicio y la Medalla de Victoria de la Segunda Guerra Mundial otorgadas a todos los participantes estadounidenses. Recibió una licencia honorable.

## Ataque y mutilación
El 12 de febrero de 1946, Woodard viajaba en un autobús de Greyhound Lines desde Fort Gordon en Augusta (Georgia), donde había sido licenciado, en ruta para reunirse con su familia en Carolina del Norte. Cuando el autobús llegó a un área de descanso en las afueras de Augusta, Woodard le preguntó al conductor del autobús si tenía tiempo para ir al baño. El conductor accedió a regañadientes a la solicitud después de una discusión. Woodard regresó a su asiento desde la parada de descanso sin incidentes y el autobús partió de nuevo.

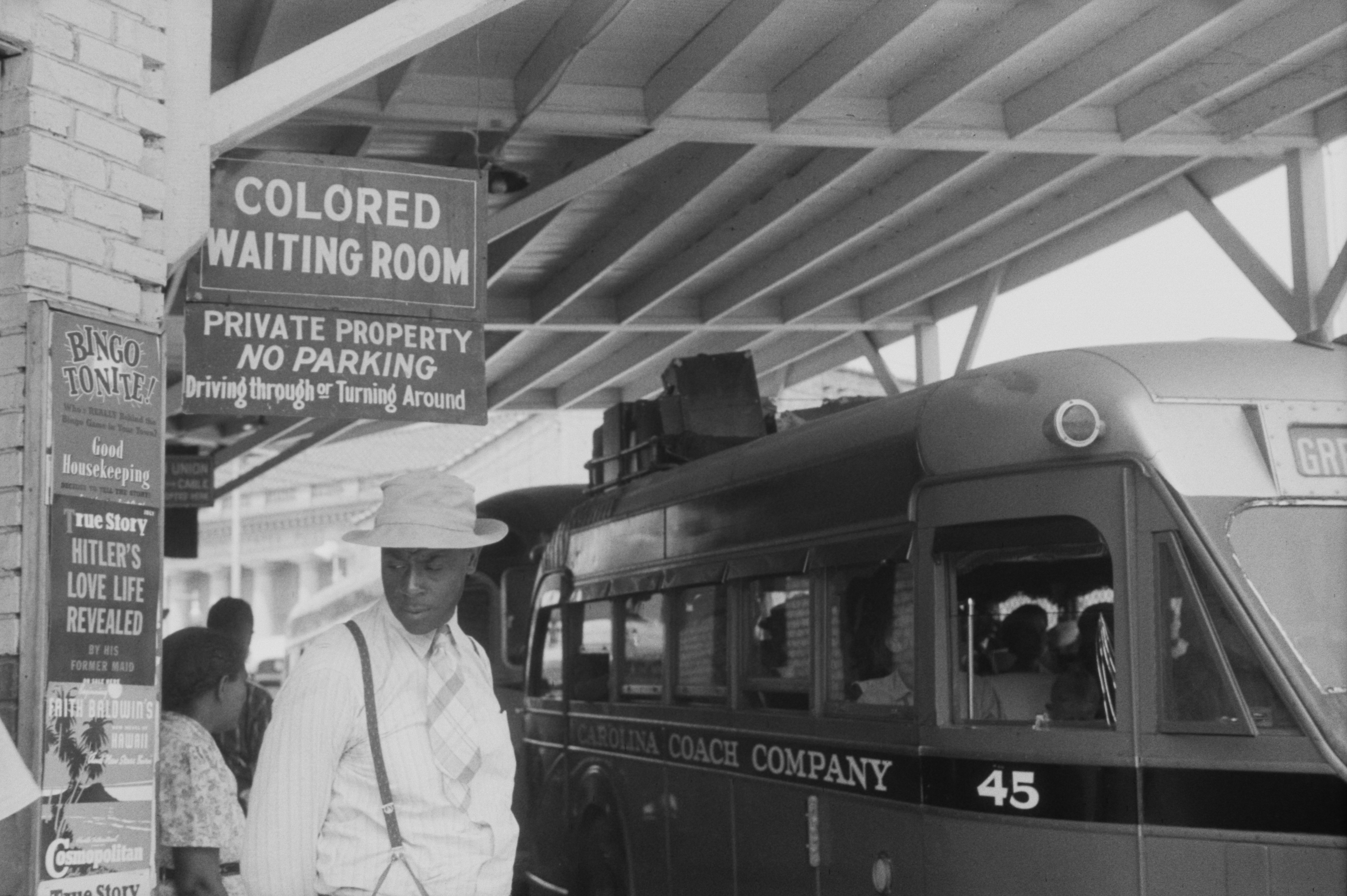
Estación de autobuses de Durham (Carolina del Norte) en 1940 en la que se pueden apreciar la segregación entre blancos y negros.

El autobús se detuvo en Batesburg (ahora Batesburg-Leesville (Carolina del Sur), cerca de Aiken. Aunque Woodard no había causado ningún percance (aparte de la discusión anterior), el conductor se comunicó con la policía local, incluido el jefe Lynwood Shull, que sacó a Woodard del autobús por la fuerza. Después de exigir ver sus papeles de licencia, varios policías de Batesburg, incluido Shull, llevaron a Woodard a un callejón cercano, donde lo golpearon repetidamente con bastones. Luego llevaron a Woodard a la cárcel de la ciudad y lo arrestaron por conducta desordenada, acusándolo de beber cerveza en la parte trasera del autobús con otros soldados.
Las versiones de los periódicos varían en su relato de lo que sucedió después (y a veces deletrearon su nombre como «Woodward»), pero el autor y abogado Michael R. Gardner dijo en 2003:

En ninguno de los documentos hay indicios de que hubo violencia verbal o física por parte del sargento Woodard. No está muy claro qué sucedió realmente. Lo que sí sucedió con certeza es que la mañana siguiente, cuando salió el sol, el sargento Isaac Woodard estaba ciego de por vida.
Michael R. Gardner

Durante el transcurso de la noche en la cárcel, Shull golpeó y cegó a Woodard, quien luego declaró en el tribunal que lo golpearon por decir «Sí» en lugar de «Sí, señor». También sufrió amnesia parcial como consecuencia de sus heridas. Woodard testificó además que la policía lo golpeó en los ojos varias veces en el camino a la cárcel y luego lo golpeó repetidamente en los ojos con un bastón. Los relatos de los periódicos indican que los ojos de Woodard habían sido «arrancados»; los documentos históricos indican que cada globo ocular se rompió irremediablemente en la cavidad del ojo.
La mañana siguiente, la policía de Batesburg envió a Woodard ante el juez local, quien lo declaró culpable y lo multó con cincuenta dólares. El soldado solicitó asistencia médica, pero se necesitaron dos días más para que le enviaran un médico. Sin saber dónde estaba y sufriendo amnesia, Woodard terminó en un hospital en Aiken, recibiendo atención médica deficiente. Tres semanas después de que sus familiares denunciaran su desaparición, Woodard fue descubierto en el hospital. Inmediatamente fue trasladado de urgencia a un hospital del ejército en Spartanburg. Aunque su memoria había comenzado a recuperarse en ese momento, los médicos encontraron que ambos ojos estaban dañados sin posibilidad de reparación.

### Indignación nacional
Aunque inicialmente apenas se supo sobre el caso, pronto se realizó una amplia cobertura en los principales periódicos nacionales. La Asociación Nacional para el Avance de la Gente de Color (NAACP) trabajó para dar a conocer la difícil situación de Woodard y también presionó al gobierno estatal de Carolina del Sur para abordar el incidente, que el estado desestimó.

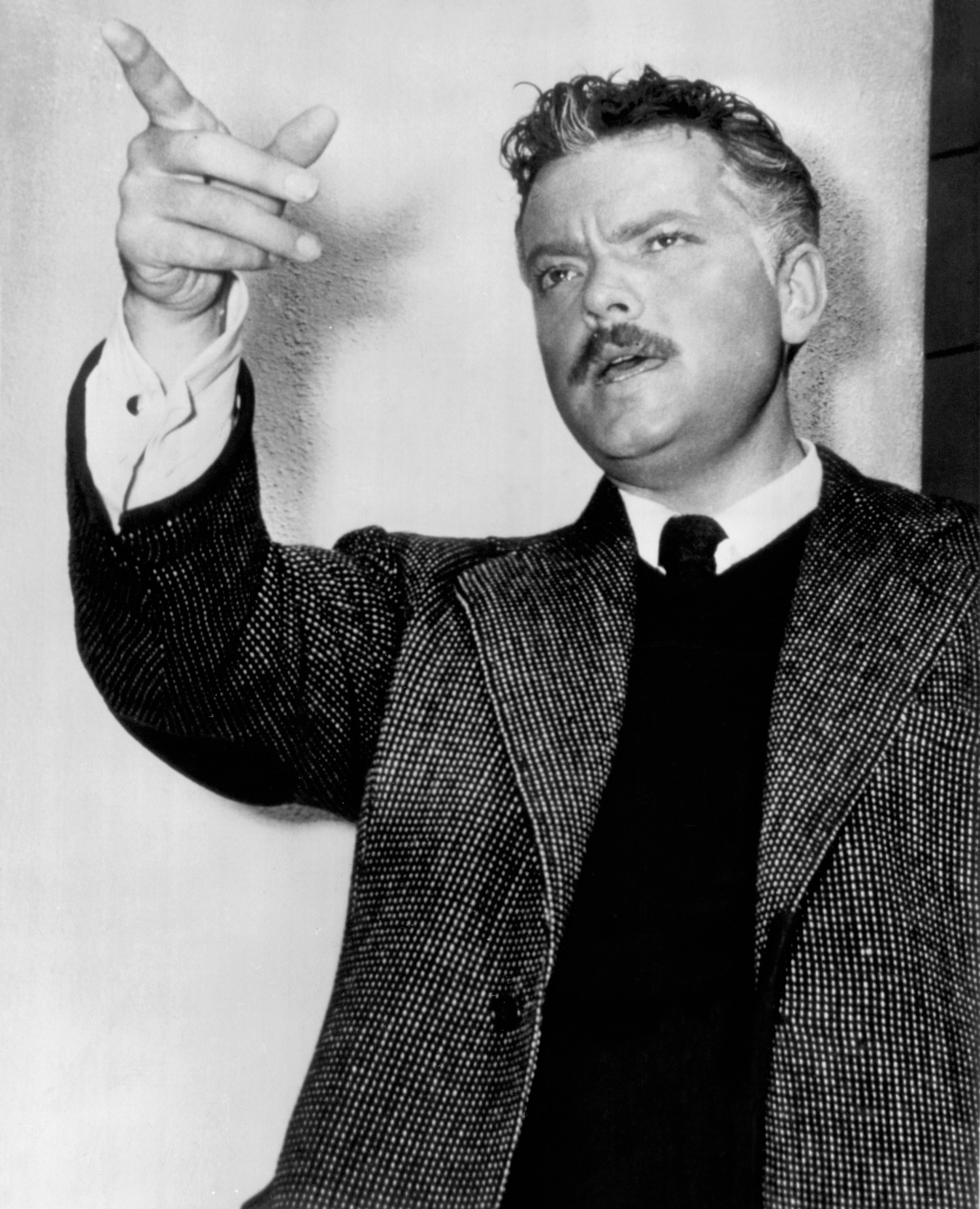
Orson Welles en 1945

En su programa de radio en la cadena ABC, Orson Welles Commentaries, el actor y cineasta Orson Welles luchó por el castigo de Shull y sus cómplices. En el programa emitido el 28 de julio de 1946, Welles leyó una declaración jurada que le fue enviada por la NAACP y firmada por Woodard. Criticó la falta de acción del gobierno de Carolina del Sur como intolerable y vergonzoso. Woodard fue el foco de los cuatro programas posteriores.: 329–331  «La NAACP creía que estos programas fueron la principal razón que incitaron al Departamento de Justicia a actuar en este caso», escribió el Museo de Radiodifusión en una exposición de 1988 sobre Welles.
El 16 de agosto de 1946, se celebró en el Estadio Lewisohn de Nueva York, un concierto benéfico en honor a Woodard organizado por el New York Amsterdam News mientras la atrocidad estaba ganando atención nacional, que incluyó actuaciones de los músicos Nat King Cole, Cab Calloway, Duke Ellington, Carol Brice, Woody Guthrie, y Billie Holiday . El evento fue copresidido por el boxeador Joe Louis y el alcalde de la ciudad de Nueva York, William O'Dwyer del Partido Demócrata.
Músicos escribieron canciones sobre Woodard y el ataque. Un mes después de la paliza, el artista de calipso Lord Invader grabó una canción antirracista para su álbum Calypso at Midnight; se titulaba «Dios nos hizo a todos» y la última línea de la canción se refería directamente al incidente. Más tarde ese año, el artista folk Woody Guthrie grabó «The Blinding of Isaac Woodard», que escribió para su álbum The Great Dust Storm. Declaró que escribió la canción «[...] para que no se olvidara de lo que le sucedió a este famoso soldado negro menos de tres horas después de que obtuvo su licenciatura honorable en Atlanta  [...]» 

### Respuesta federal
El 19 de septiembre de 1946, siete meses después del incidente, el secretario ejecutivo de la NAACP, Walter Francis White, se reunió con el presidente Harry S. Truman en el Despacho Oval para discutir el caso Woodard. Gardner escribe que cuando Truman «escuchó esta historia en el contexto de las autoridades estatales de Carolina del Sur sin hacer nada durante siete meses, explotó». Al día siguiente, Truman escribió una carta al fiscal general, Tom C. Clark, exigiendo que se tomaran medidas para abordar la renuencia de Carolina del Sur a juzgar el caso. Seis días después, el 26 de septiembre, Truman ordenó al Departamento de Justicia que abriera una investigación.
Siguió una breve investigación y el 2 de octubre Shull y varios de sus oficiales fueron acusados ante el Tribunal de Distrito de los Estados Unidos en Columbia. El delito estaba bajo jurisdicción federal porque la paliza había ocurrido en una parada de autobús, en una propiedad federal, y en ese momento Woodard vestía uniforme de las fuerzas armadas. El caso fue presidido por el juez Julius Waties Waring.
Según todos los relatos, el juicio fue una farsa. El fiscal federal local encargado de llevar el caso no entrevistó a nadie excepto al conductor del autobús, una decisión que Waring, un defensor de los derechos civiles, consideró un incumplimiento grave del deber. Waring escribió más tarde sobre su disgusto por la forma en que se manejó el caso a nivel local y comentó: «Me sorprendió la hipocresía de mi gobierno [...] al presentar ese vergonzoso caso».
La defensa no actuó mejor. Cuándo el abogado de defensa empezó para gritar insultos racistas a Woodard, Waring le paró inmediatamente. Durante el juicio, el abogado de la defensa declaró al jurado —todos blancos— que «si se sentencia contra Shull, entonces que esta Carolina del Sur seceda otra vez.» Debido a la segregación racial, los negros en el Sur estaban excluidos de los jurados. Después de que Woodard diese su versión de los acontecimientos, Shull negó los hechos firmemente. Afirmó que Woodard le había amenazado con una pistola y que Shull había utilizado su bastón en defensa propia. Durante este testimonio, Shull admitió que había golpeado repetidamente a Woodard en los ojos.
El 5 de noviembre, tras 30 minutos de deliberación (15 minutos, según al menos una fuente), el jurado declaró a Shull no culpable de todos los cargos, a pesar de que admitió que había cegado a Woodard. La sala del tribunal estalló en aplausos al escuchar el veredicto. El hecho de no condenar a Shull fue percibido como un fracaso político de la administración Truman. Shull nunca fue castigado, falleciendo en Batesburg el 27 de diciembre de 1997, a la edad de 95 años.
Woodard se mudó al norte después del juicio, durante la Segunda Gran Migración, y vivió en el área de la ciudad de Nueva York por el resto de su vida. Murió a los 73 años en el hospital de la Administración de Veteranos en el Bronx el 23 de septiembre de 1992. Fue enterrado con honores militares en el Cementerio Nacional de Calverton (Sección 15, Sitio 2180) en Calverton (Nueva York).

## Consecuencias

### Influencia en política americana

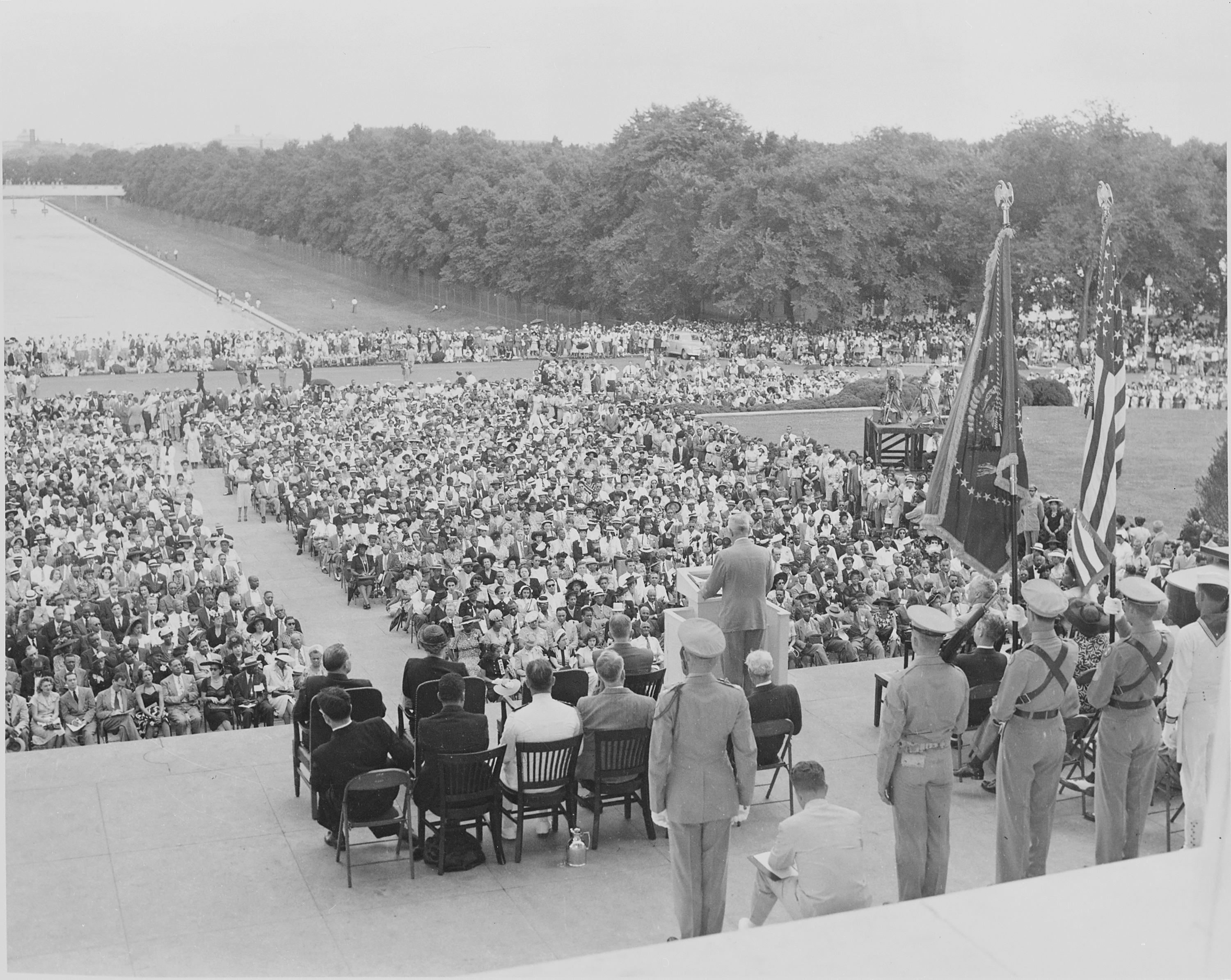
El presidente Truman en la sesión final de la 38.ª conferencia anual de la NAACP en el Monumento a Lincoln, el 29 de junio de 1947

En diciembre de 1946, después de reunirse con White y otros líderes de la NAACP, y un mes después de que el jurado absolviese a Shull, Truman estableció la Comisión de Derechos Civiles mediante la Orden Ejecutiva 9808; un grupo interracial de quince miembros, incluido el presidente de General Electric, Charles E. Wilson; académicos como John Sloan Dickey de Dartmouth College; y Sadie Tanner Alexander, abogada negra de la ciudad de Filadelfia, así como otros activistas. Les pidió que informaran a fines de 1947.
Truman pronunció un fuerte discurso sobre los derechos civiles el 29 de junio de 1947 ante la NAACP, el primer presidente estadounidense en dirigirse a la organización, que fue transmitida por radio desde las escaleras del Monumento a Lincoln. El presidente dijo que los derechos civiles eran una prioridad moral y que era su prioridad para el gobierno federal. Había visto en los casos de Woodard y otros similares, que le convencieron de que el problema no podía dejarse en manos de los gobiernos estatales y locales. Afirmó:

Estoy profundamente convencido de que hemos llegado a un punto de inflexión en los esfuerzos de nuestro país para garantizar la libertad y la igualdad a todos nuestros ciudadanos. Los acontecimientos recientes en los Estados Unidos y en el extranjero nos han hecho darnos cuenta de que hoy es más importante que nunca garantizar que todos los estadounidenses disfruten de estos derechos. Cuando digo todos los estadounidenses, me refiero a todos los estadounidenses.
Harry S. Truman

El 2 de febrero de 1948, Truman envió al Congreso el primer proyecto de ley integral de derechos civiles. Incorporaba muchas de las treinta y cinco recomendaciones de su comisión. En julio de 1948, a pesar de la objeción de altos oficiales militares, Truman emitió la Orden ejecutiva 9981, que prohíbe la discriminación racial en las Fuerzas Armadas de los Estados Unidos, y la Orden Ejecutiva 9980 para integrar el gobierno federal. Las oficinas e instalaciones habían sido segregadas durante el mandato del presidente Woodrow Wilson. Esto fue en respuesta a una serie de incidentes contra veteranos negros, sobre todo el caso Woodard. Las fuerzas armadas y las agencias federales abrieron el camino en los Estados Unidos para la integración del lugar de trabajo, las instalaciones públicas y las escuelas. A lo largo de las décadas, la decisión significó que ambas instituciones se beneficiaran de las contribuciones de las minorías.
Sin embargo, las encuestas mostraban una fuerte oposición a los esfuerzos de Truman por mejorar los derechos civiles. Probablemente le costaron apoyo en su reelección de 1948 contra Thomas Dewey. Aunque Truman ganó por un estrecho margen, Gardner cree que su defensa continua de los derechos civiles como una prioridad federal le costó mucho apoyo, especialmente en el Sur. Los demócratas del sur habían ejercido durante mucho tiempo un poder político descomunal en el Congreso, habiendo privado de sus derechos a las monorías negras desde principios del siglo XX, pero beneficiándose de la distribución basada en la población total. Los esfuerzos de Truman amenazaban con otros cambios, ya que numerosas comunidades en todo el país tenían pactos restrictivos que eran racialmente discriminatorios. Debido a sus bajos índices de aprobación y debido a una mala actuación en las primeras primarias, Truman decidió no buscar la reelección en 1952, aunque podría haberlo hecho. Se le había eximido de las limitaciones de plazo impuestas por la 22.ª enmienda.

### Influencia cultural
Welles volvió al caso Woodard en la emisión del 7 de mayo de 1955 de su serie de televisión de la BBC, Orson Welles' Sketch Book.: 417  Woody Guthrie recordaba más tarde: «Canté ‹The Blinding of Isaac Woodard› en el Estadio Lewisohn (en la ciudad de Nueva York) una noche para más de 36 000 personas y recibí el aplauso más fuerte que jamás haya recibido en toda mi vida».
En enero de 2019, se publicó un nuevo libro sobre la historia de Woodard y sus secuelas, Unexampled Courage: The Blinding of Sgt. Isaac Woodard and the Awakening of President Harry S. Truman and Judge J. Waties Waring; fue escrito por el juez federal Richard Gergel.

### Otros
La condena de Woodard por «embriaguez y alteración del orden público» se anuló en 2018.
Un grupo liderado por Don North, un mayor retirado del ejército de Carrollton (Georgia), recibió permiso para erigir una placa conmemorativa en honor a Woodard en Batesburg-Leesville del estado de Carolina del Sur. En 2019 se inauguró la placa. La parte inferior de la placa estaba escrita en Braille.